# Yūbetsu
Yūbetsu (湧別町, Yūbetsu-chō) est un bourg du district de Monbetsu, situé dans la sous-préfecture d'Okhotsk, sur l'île de Hokkaidō, au Japon.

## Géographie

### Démographie
Au 31 mars 2015, la population de Yūbetsu s'élevait à 9 492 habitants répartis sur une superficie de 505,79 km2.